# Itaya Hazan

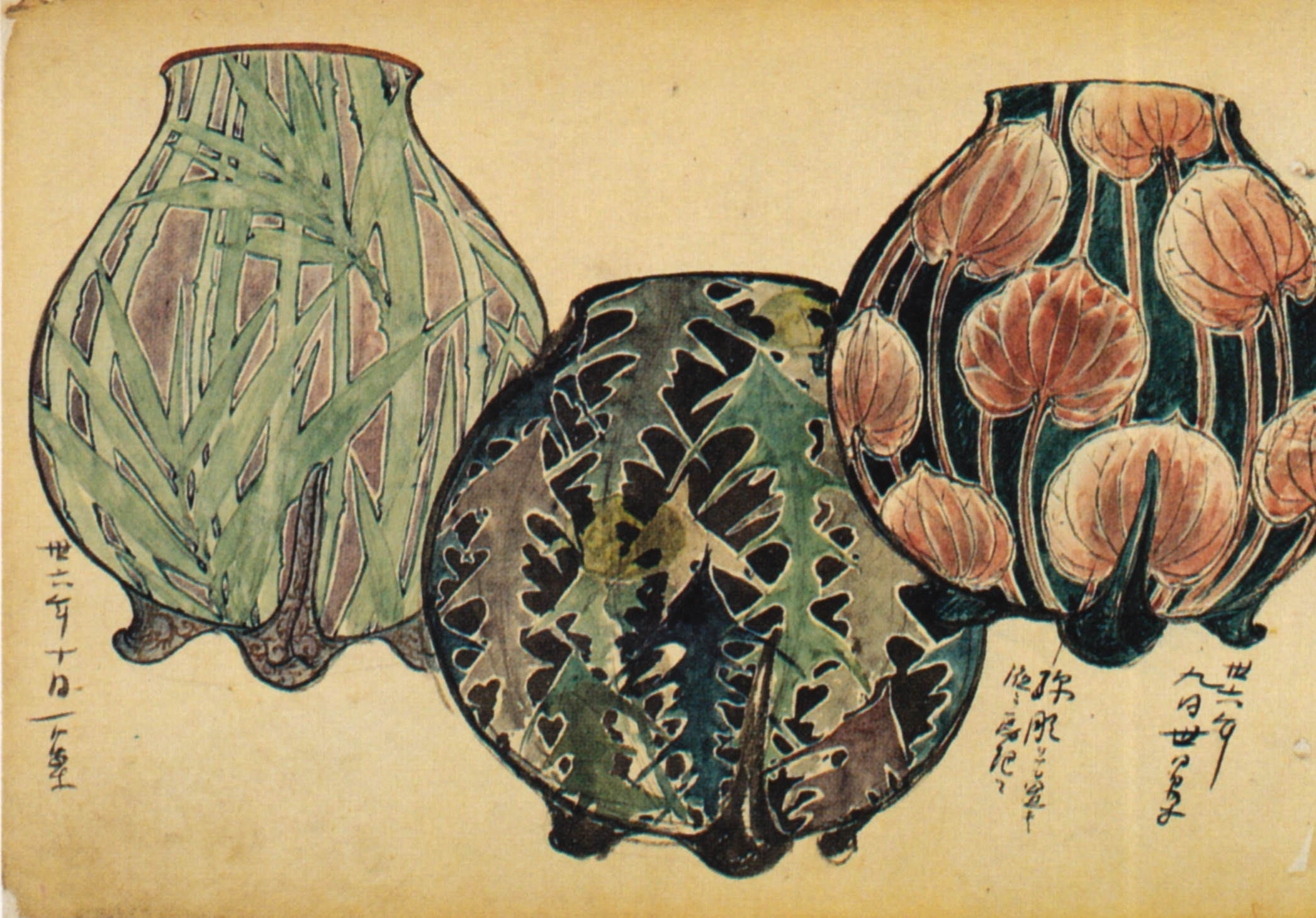
Dissenys de gerro

Itaya Hazan (japonès: 板谷波山, 1872-1963) va ser un artista japonès considerat un dels pioners de la ceràmica japonesa.
Itaya Hazan va néixer amb el nom de Itaya Kashichia a Shimodate, Prefectura d'Ibaraki. El seu pare era un fabricant de salsa de soja, i ell era el petit de vuit fills. El seu àlies, Hazan, que significa "muntanya ondulada", prové del paisatge de la seva regió natal. El 1889, va ingressar a l'Escola d'Art de Tòquio, on va estudiar escultura amb els mestres  Kōun Takamura i Tenshin Okakura. Posteriorment, va impartir classes d'escultura a l'Escola Industrial de la Prefectura d'Ishikawa, a Kanazawa. El 1898, l'escola va tancar i Hazan va començar a estudiar les ceràmiques tradicionals de la Xina i, posteriorment a fer ceràmica ell mateix. Va publicar un llibre d'apunts titulat Dotze formes de les ceràmiques antigues aquell mateix any. El 1903, es va traslladar a Tòquio, a Tabata, el Poble dels Artistes i els Escriptors, i va començar a treballar sota el nom de Hazan. El seu primer assistent a Tabata va ser Fukami Sanjiro. Després que aquest marxés, el 1910, Genda chimatsu va passar a ser el seu ajudant i va ocupar aquest lloc fins a la mort del mestre, el 1963.
Abans del 1900, la ceràmica japonesa seguia les pautes tradicionals, i les peces acostumaven a ser anònimes. No hi havia cap distinció entre les belles arts i les arts aplicades, tal com succeïa a Occident. Hazan va ser un dels primers artistes en incorporar l'estil europeu (sobretot de l'Art Nouveau) a la seva obra, creant així una ceràmica japonesa moderna. Les primeres obres de Hazan contenien relleus esculpits i prestaven molta importància a la llum. Hazan va utilitzar profusament el color al llarg de la seva carrera. Va desenvolupar dos estils de ceràmica, saiji i hokosaiji. La seva primera exposició (col·lectiva) va tenir lloc l'any 1906, a l'Associació d'Art del Japó. A l'Exposició Nacional de Ceràmica, celebrada el 1911, Hazan va guanyar el primer premi.
A partir del 1910, la ceràmica va començar a convertir-se en un producte comercial. Hazan estava en desacord amb aquesta tendència. Va decidir deixar de fer exposicions, i es va decantar pel vessant més purament artístic de la ceràmica. A la dècada de 1930, va decantar-se per la tradició clàssica Xinesa.
El 1954, Hazan va ser el primer ceramista en ser guardonat amb l'Ordre de la Cultura (Bunka Kunsho), el mèrit més elevat que pot rebre un artista al Japó. A la dècada de 1960, va ser proposat per a Tresor Nacional Vivent, honor que va rebutjar .
La col·lecció més gran d'obres de Hazan es troba al Museu d'Arts Idemitsu (Tòquio).